# Останець
Оста́нець — ізольована височина, залишок зруйнованої і зниженої процесами денудації більш високої поверхні.

## Загальний опис
Останець — це окрема гора, яка виділяється над навколишнім середовищем завдяки стійкості (твердості) її породи до вивітрювання та ерозії, тобто суцільна гора, яка менш сильно еродована, ніж навколишня місцевість, що складається з менш стійких до атмосферних впливів порід. Твердими частинами можуть бути кварцит, ефузійні породи або тверді метаморфічні гірські породи.
Розрізняють:
- останець вивітрювання, (утворюються внаслідок обточування та шліфування твердіших порід дрібними піщинками, підхопленими вітром)
- столові гори (меса),
- останцеві гори (залишкові гори),
- останець обтікання, що спостерігаються в долинах меандруючих річок,
- останці тектонічного покриву (невелика ділянка тектонічного покриву, яка збереглася перед його фронтом від ерозії). Синоніми — кліпп, екзотична скеля,
- монадноки — останці, складені тривкими породами (останець селективний).

Останці зустрічаються по всій земній кулі.
В Україні, зокрема, на косі Федотова, яка з'єднує Бирючий Острів з корінним берегом Азовського моря, зберігся останець лесоподібних суглинків.
Ерозійний останець морських рифів Товтрів або Медоборів Сарматського віку в околицях смт Підкамінь.

## Галерея

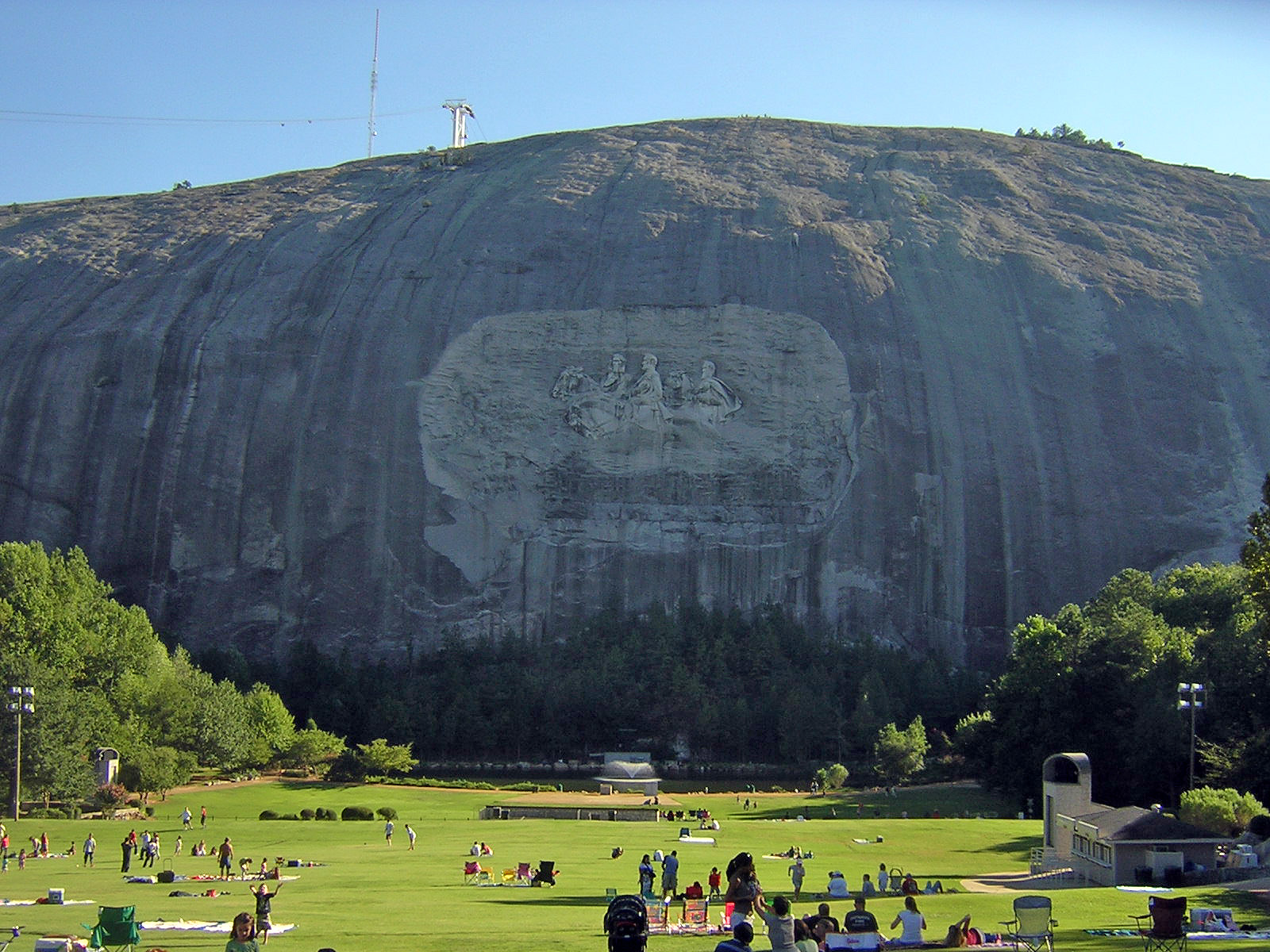
Стоун Маунтін (англ. Stone Mountain) — одна з гір Аппалачів, моноліт.
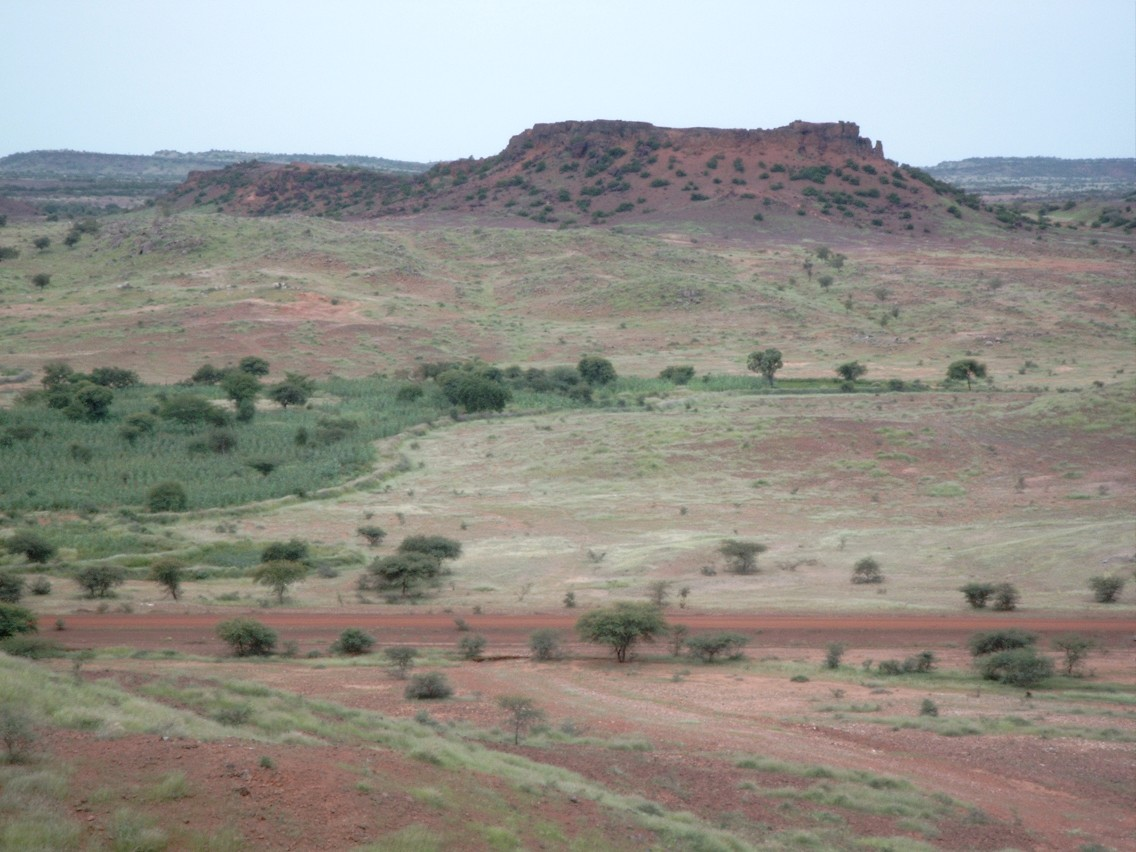
Останець в Буркіна Фасо, поблизу м. Дорі, регіон Сахель
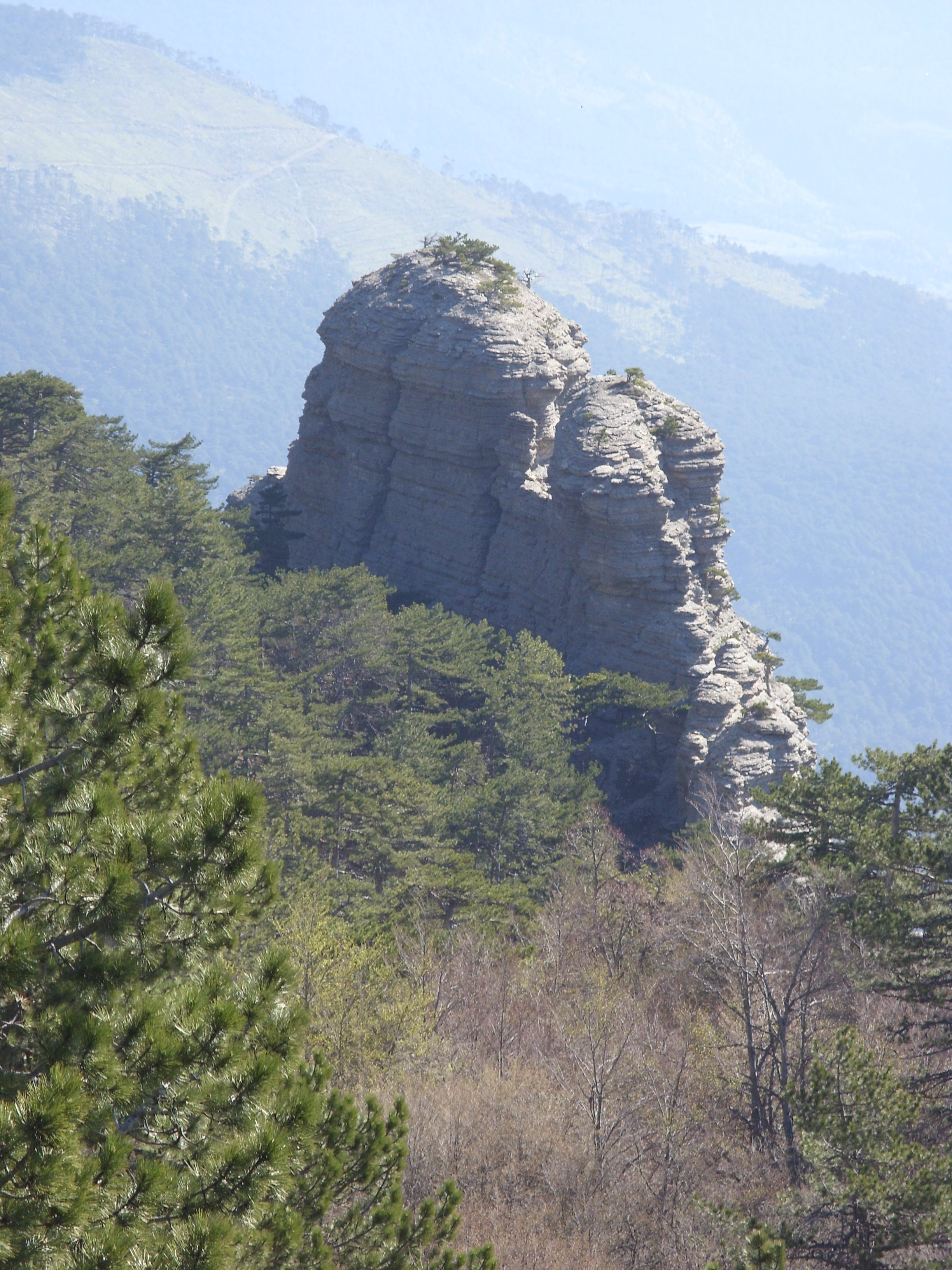
Останець «Таракташ» (Гребінець). Поблизу Ялти, Крим, Україна.
Останець «Собори», Чилі (ліворуч на фото).
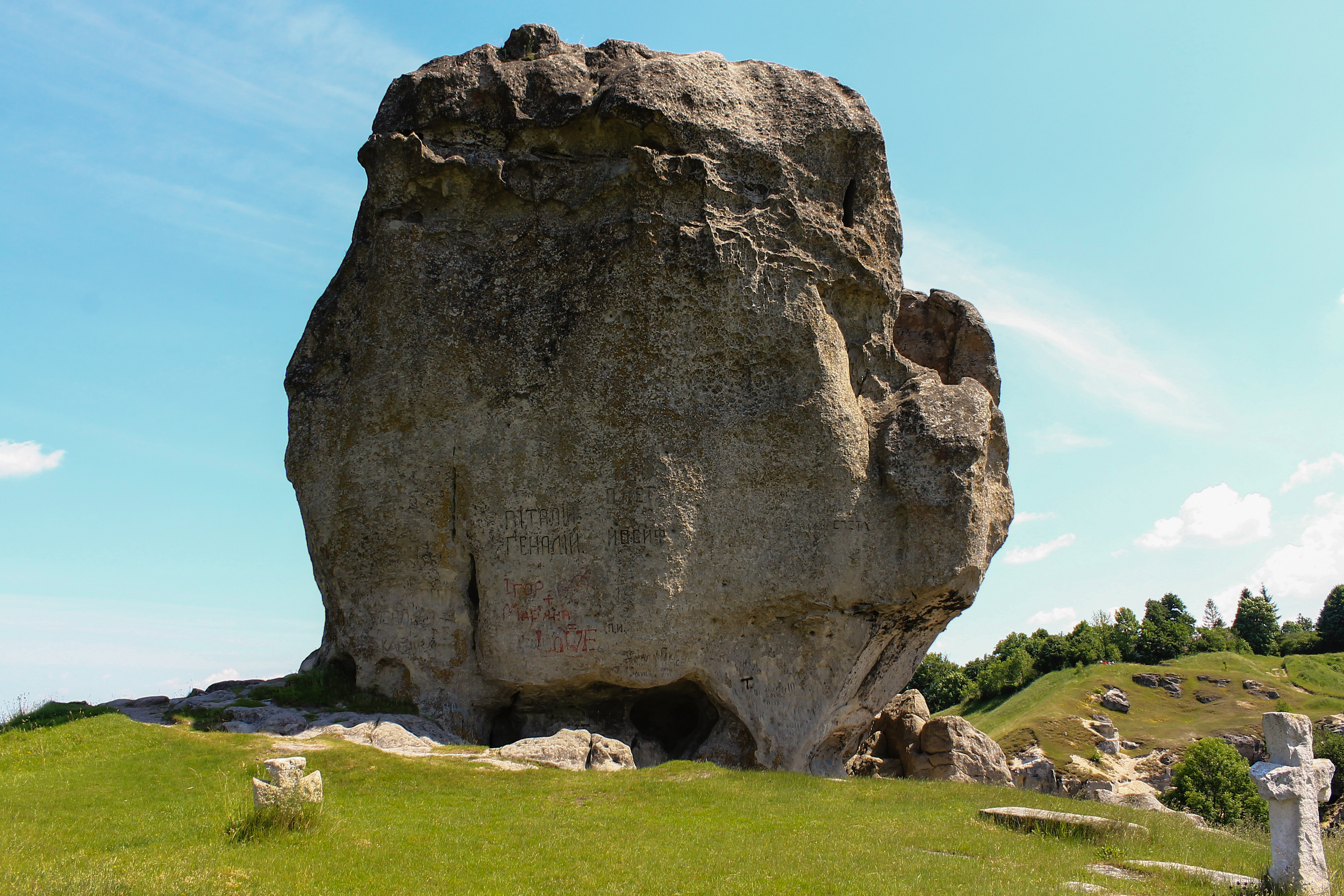
«Чортів камінь» у селі Підкамінь Золочівського району
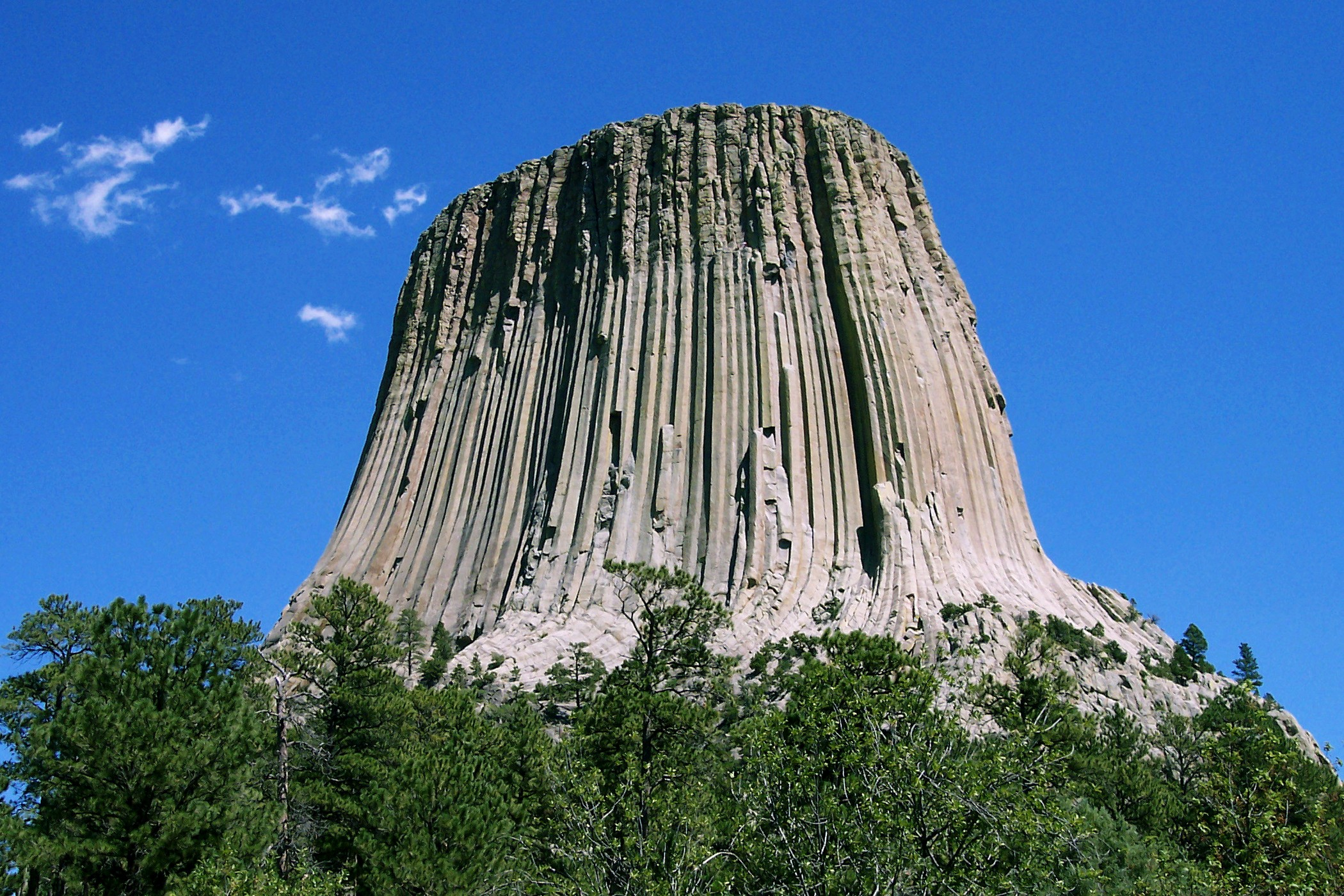
Вежа Диявола, США
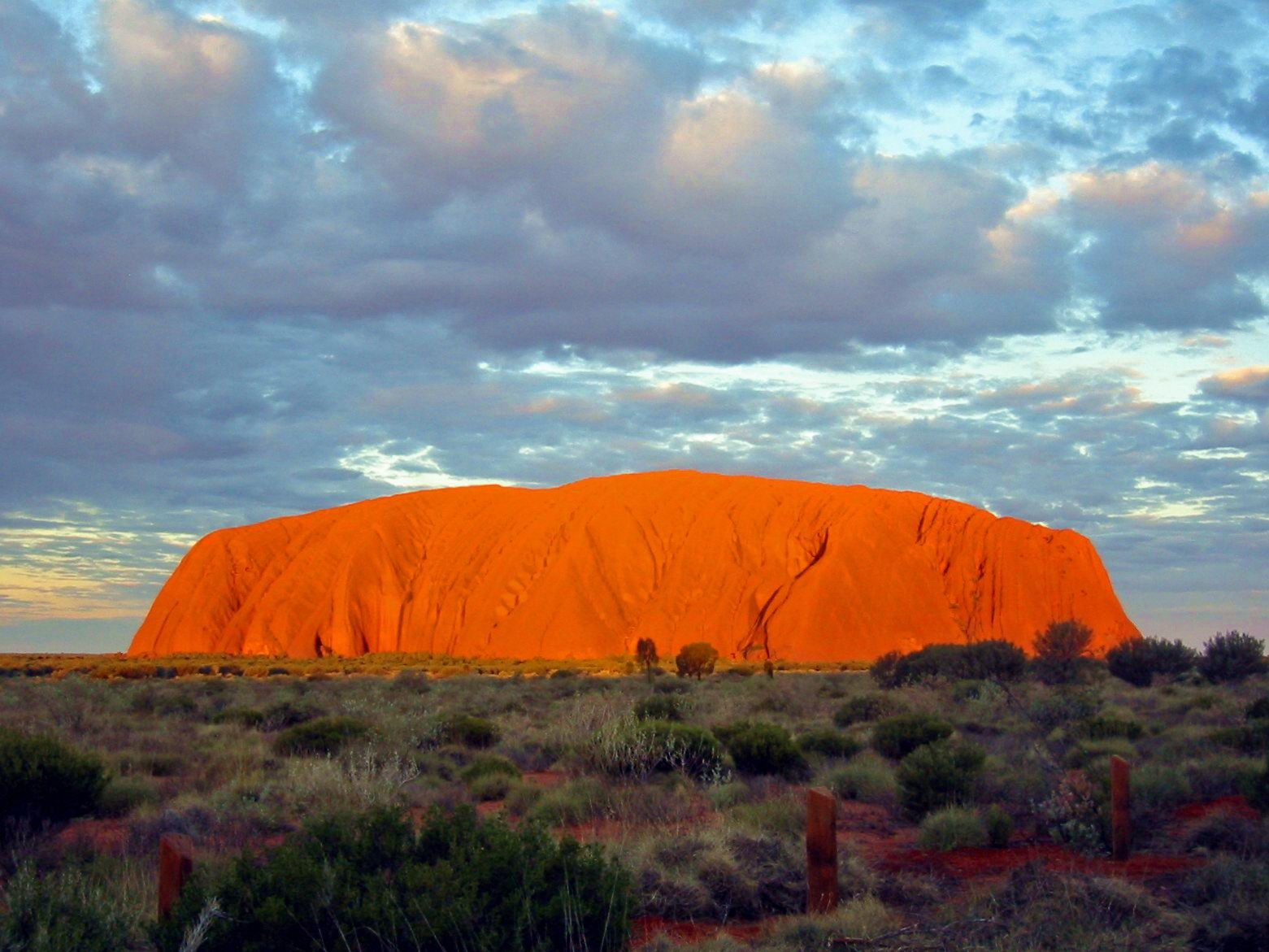
Останець Улуру, Австралія.
Останці. Крим. Україна.

## Деякі найбільш відомі останці
- Гора «Ліко» в Мозамбіку.
- Скеля в Колумбії «Ель-Пеньйон-де-Гуатапі».
- Скеля «Кам'яна хвиля» (англ. Wave_Rock) у Західній Австралії.
- «Вежа Диявола» — штат Вайомінг, США.
- «Стоун-Маунтен» — одна з гір Аппалачів, моноліт, штат Джорджія, США.
- Останець «Улуру», Центральна Австралія.
- Велика серія останців Салар де Тара в пустелі Атакама Чилі.
- Кам'яні стовпи Кападокії, Туреччина.
- «Долина Монументів» — унікальне геологічне утворення з останців денудації, конусів осипу, каньйонів, ущелин та невеличких плато (меса) на межі штатів Аризона і Юта (США).

В Україні — останець «Таракташ» (Гребінець). Поблизу Ялти, Крим; «Чортів камінь» — ерозійний останець морських рифів Товтрів або Медоборів Сарматського віку в околицях смт Підкамінь, Львівська область.